# レオノール・デ・ポルトゥガル (デンマーク王妃)
レオノール・デ・ポルトゥガル（ポルトガル語：Leonor de Portugal, 1211年ごろ - 1231年8月28日）は、ポルトガル王アフォンソ2世と王妃ウラカ・デ・カスティーリャの間の娘。1229年にデンマーク王ヴァルデマー2世の息子でデンマーク共治王のヴァルデマー若王と結婚し、デンマーク王妃となった。デンマーク語名はエレオノーラ・ア・ポルトゥガル（Eleonora af Portugal）。

## 生涯
レオノールの叔母ベレンガリアはヴァルデマー若王の継母であったことから、ビボー司教ゴナがこの結婚を最初に提案した。結婚式は1229年6月24日にリーベ大聖堂で行われ、レオノールは夫より結婚祝いとしてフュン島の南半分を与えられた。夫ヴァルデマーは父王の共治王であったが、レオノールの叔母でヴァルデマー2世の王妃ベレンガリアは8年前に死去していたため、レオノールは唯一の王妃となった。
結婚からわずか2年後の1231年8月28日、レオノールは出産時に死去した。その3か月後、夫ヴァルデマーも狩猟時の事故により死去した。
リングステズのレオノールの墓の調査時に、レオノールの骨からガンの痕跡が確認され、これがレオノールの死の原因と思われる。レオノールの墓の足下には鉛の棺があり、その中には生まれたときから瘰癧にかかっていたとみられる生後約6か月の幼児の骨が納められていた。したがって、レオノールは死の間際に子供を出産し、その子供は6か月しか生存できなかったとみられる。